# Coude rhénan
L'expression coude rhénan, en allemand Rheinknie, désigne un « virage » géographique du cours du Rhin. Cette locution géographique a notamment été popularisée par l'historien Jules Féron.

## Coude du Rhin à Bâle

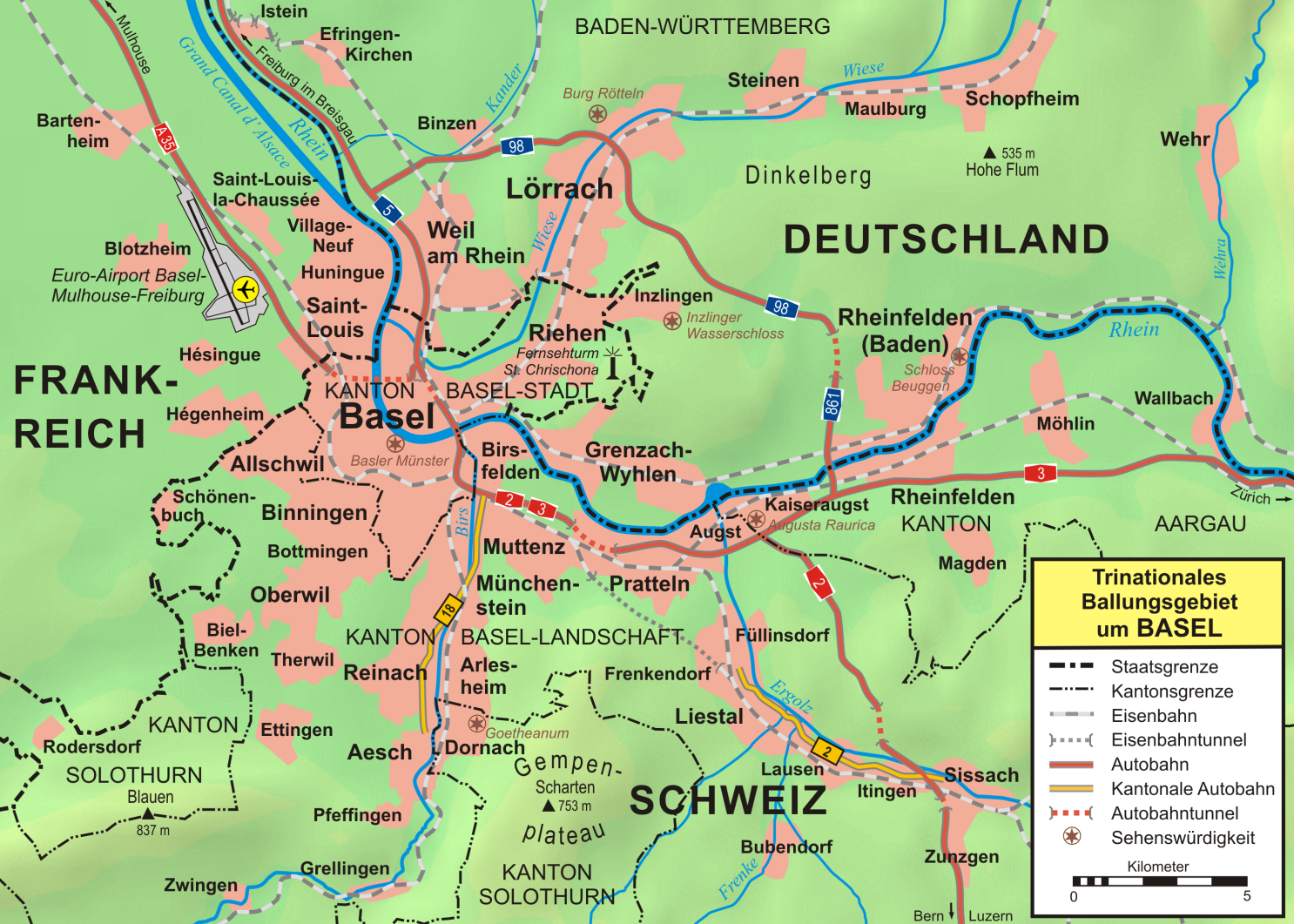
Coude du Rhin à Bâle

À Bâle, le Rhin change sa direction est-ouest dans un virage de 90° vers le nord et marque ainsi le passage entre le Haut-Rhin et le Rhin supérieur. À partir du tripoint entre la Suisse, l'Allemagne et la France en aval du coude, le fleuve longe la frontière entre l'Allemagne (rive droite) et la France (rive gauche).
Le coude du Rhin se trouve dans sa totalité sur le territoire de la Suisse, à Bâle, le centre du RegioTriRhenal, et ses quartiers Riehen et Bettingen. Plus au nord, se trouvent les localités allemandes de Lörrach et de Weil am Rhein ainsi que les villes françaises de Huningue et Saint-Louis (Haut-Rhin). Puis le Rhin continue son cours dans le fossé rhénan.
Le fleuve se jette ensuite dans une formation géographique de la dernière période glaciaire (glaciation de Würm). À l'époque, le fleuve venait de l'endroit dit aujourd'hui Grenzach-Wyhlen à l'ouest, et coulait vers la ville de Weil am Rhein au nord. La rivière Wiese charriait quantité de matériaux glaciaires dans le Rhin, formant ainsi une large embouchure puis le coude.

Vue de la cathédrale de Bâle sur le coude de Bâle.

## Coude du Rhin à Bingen

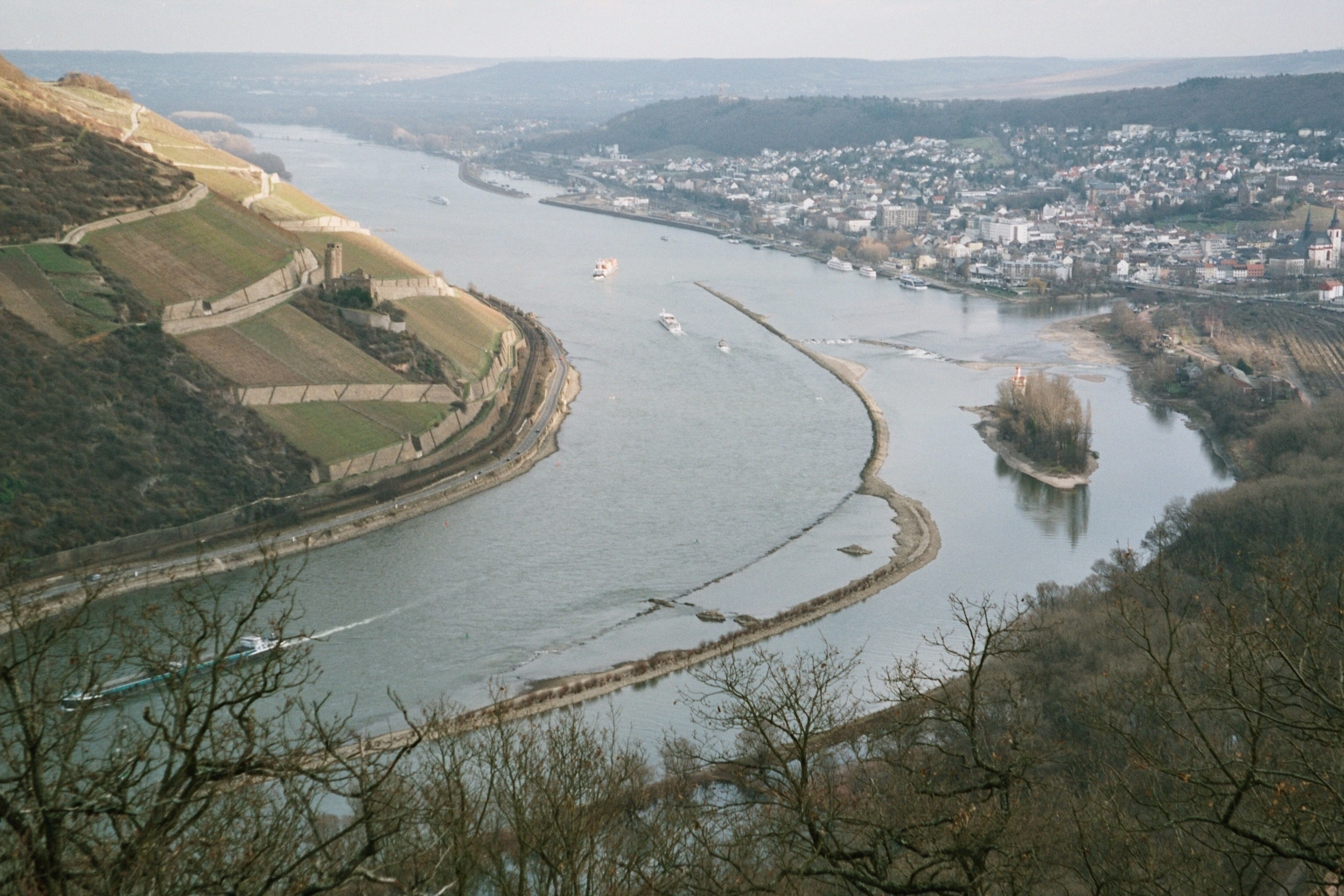
Coude du Rhin à Bingen

À la transition du Rhin Supérieur au Rhin moyen entre les villes de Mayence et Bingen, le Rhin qui a jusque-là une orientation est-sud-est se dirige vers l'ouest puis vers le nord-ouest. C'est ici que commence la cluse à travers le massif schisteux rhénan et se prolonge jusqu'à Coblence. Après Bingen apparaît un obstacle à la navigation, le « trou de Bingen » (Binger Loch) formé par un récif de quartzite. Le Rhin ne fait pas que changer de direction à cause de cette barrière naturelle, sa déclivité augmente aussi. Entre Mannheim et Bingen, il a une pente de 10 cm/km qui atteint 65 cm/km entre Bingen et Coblence.

## Coude du Rhin à Düsseldorf

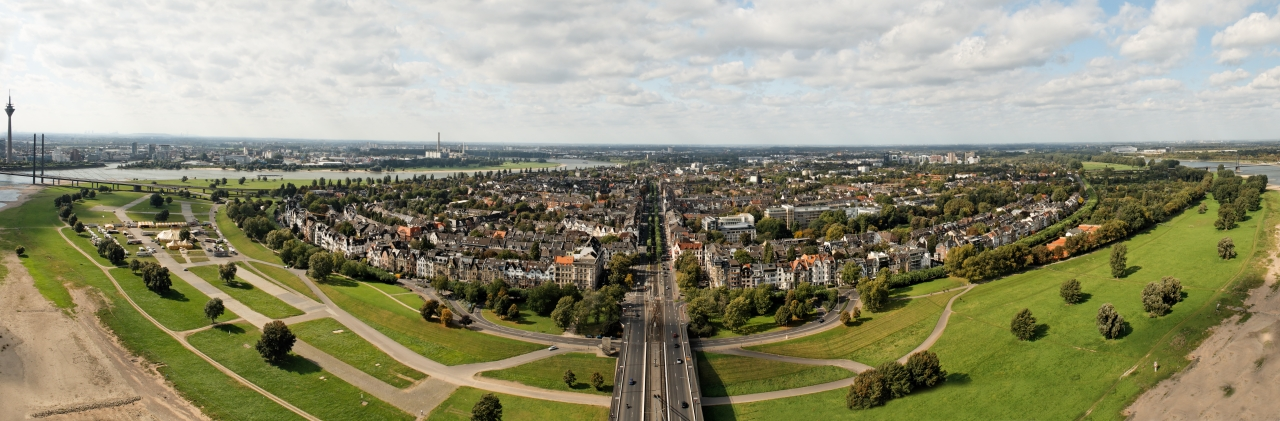
Vue sur Oberkassel, à gauche le coude du Rhin.

À Düsseldorf, près du port rive droite, le Rhin forme un virage pointu et donne ainsi l'impression que le quartier Oberkassel se trouve sur une presqu'île. Le coude est enjambé par le Rheinkniebrücke (de) : le « pont sur le coude du Rhin ».